# 斯旺纪念喷泉
斯旺纪念喷泉（Swann Memorial Fountain），又名三河喷泉，位于美国费城洛根圓環的中心。
斯旺纪念喷泉的设计者是亚历山大·斯特林·考尔德，纪念费城喷泉协会的创始人威尔逊·卡里·斯旺博士。考尔德创作了三个土著人形象，象征该地区的主要溪流：特拉华河、斯库尔基尔河和Wissahickon溪。斜躺着的年轻女孩和一只从水中冲出的激动的天鹅，代表Wissahickon溪；成年妇女抱着天鹅的脖子，代表斯库尔基尔河；男性人物象征特拉华河。。天鹅是一个双关语，亦指斯旺博士的名字。

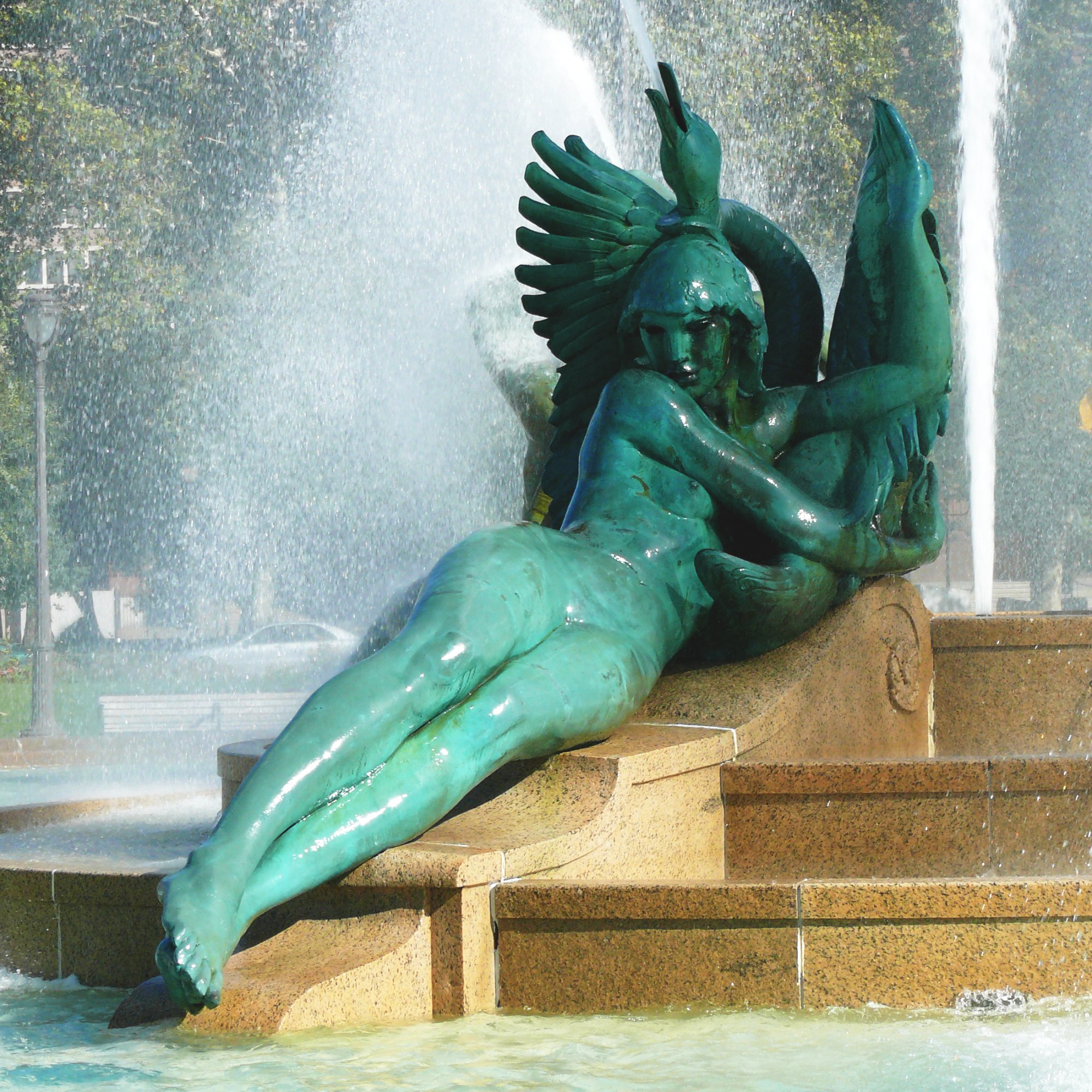
Wissahickon溪
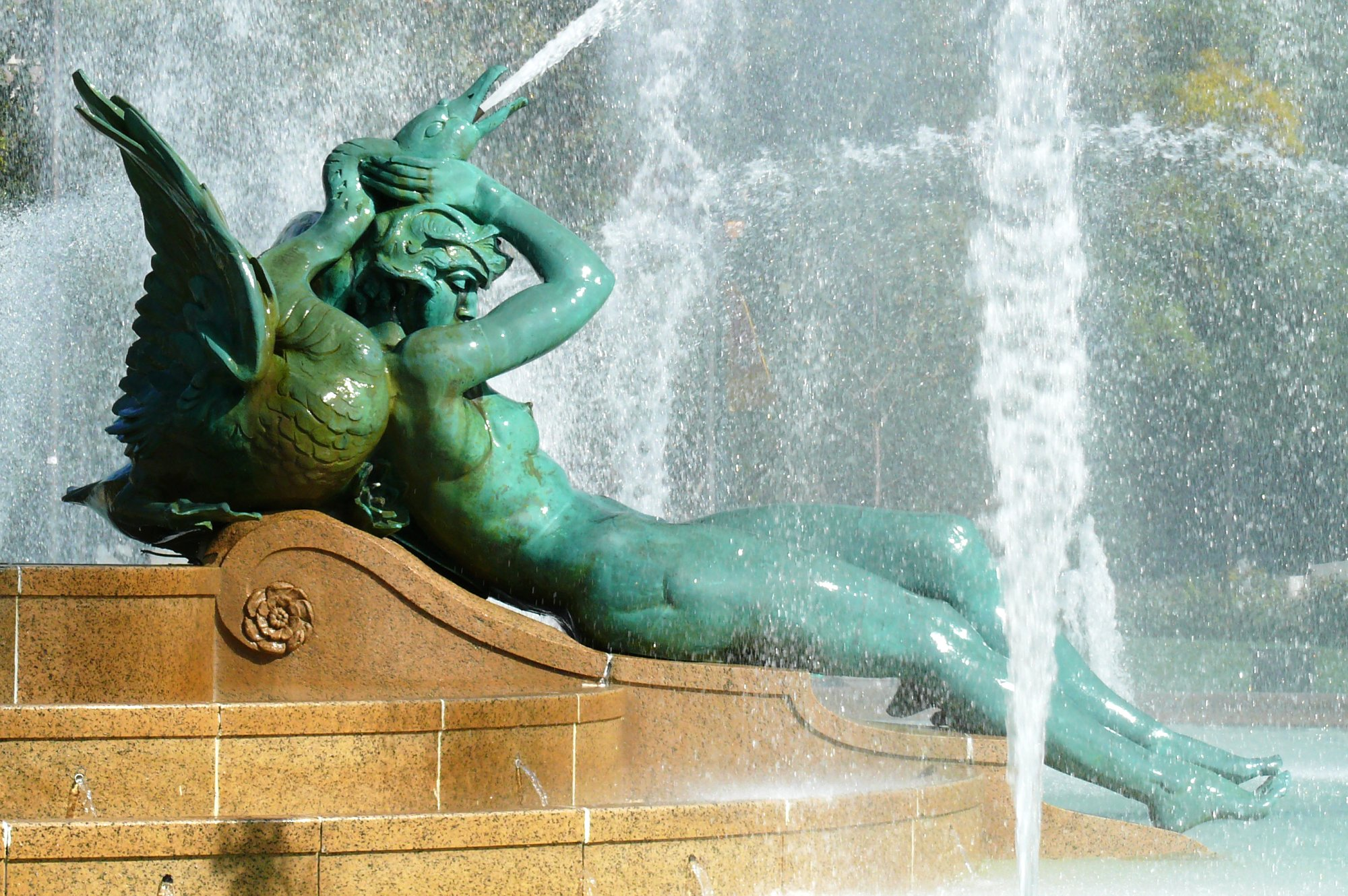
斯库尔基尔河
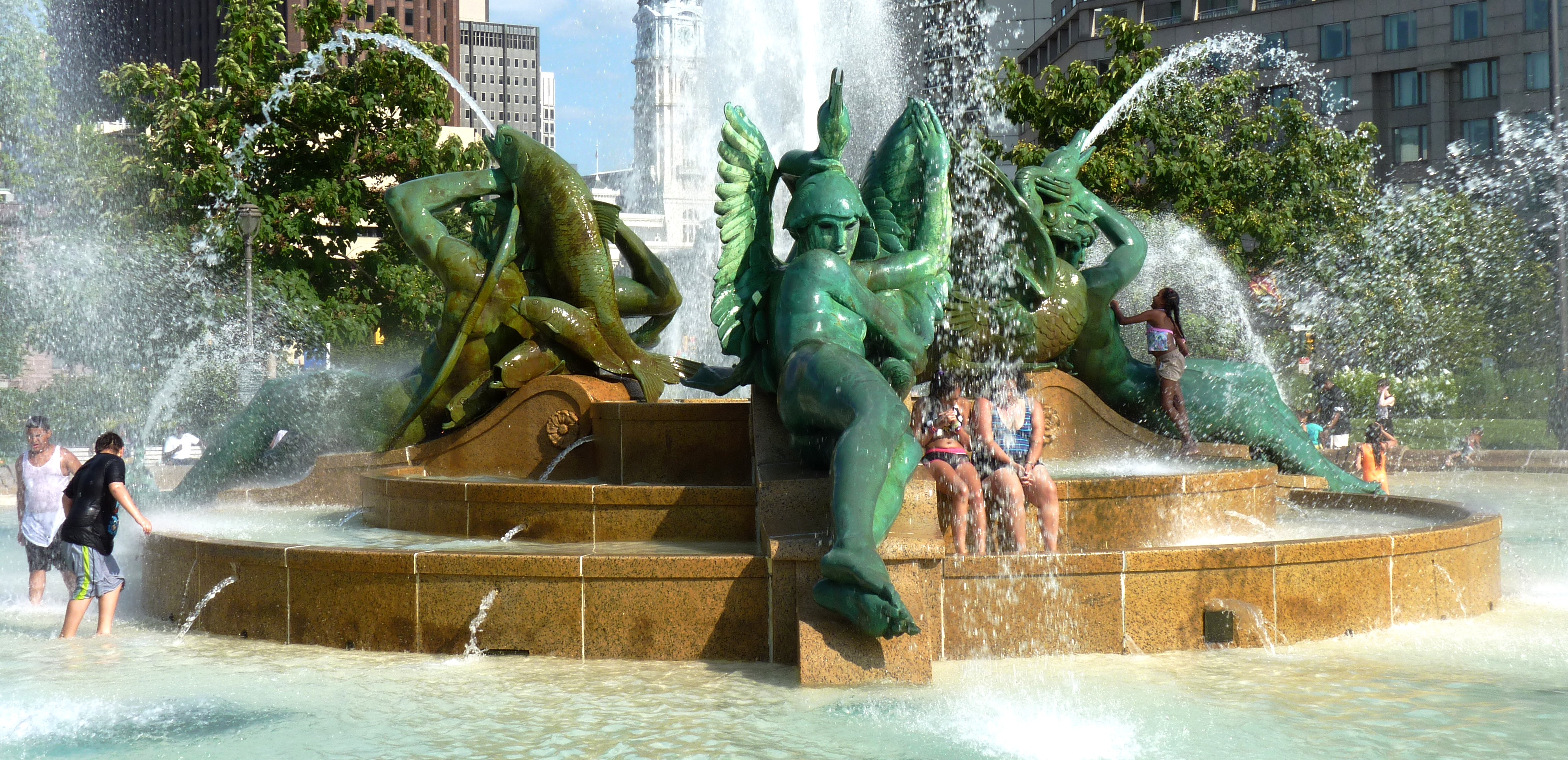